# Ryūō

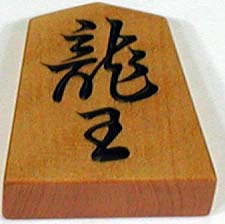
El rey dragón.

Ryūō o Ryu-oh (竜王, lit. "Rey Dragón") es el nombre de una pieza promocionada en el juego del shōgi, así como el nombre de un torneo profesional japonés de shōgi y el del título del ganador del torneo.
La pieza "Ryūō" es una torre promocionada. Puede moverse como una torre (hisha 飛車, lit. "carro volador") o un rey (gyokushō 玉将, lit. "general de jade"), y es una de las piezas más poderosas en el shōgi.

## Torneo Ryūō
"Ryūō" también se refiere al torneo anual Ryūō (Ryūō-sen 竜王戦) que organiza el diario Yomiuri Shimbun y al título que se otorga al vencedor. El Torneo Ryūō, que es uno de los siete títulos profesionales en Japón, se celebró por vez primera en 1988. Comprende torneos preliminares en seis clases y una final. En el torneo final, que determina al competidor, se enfrentan once jugadores: los cinco mejores de la primera clase, los dos mejores de la segunda y el mejor de cada una de las demás clases. El primer jugador que gane cuatro de siete partidas se convierte en el nuevo poseedor del título.
Los premios en metálico son de 32 millones de yenes para el vencedor y 8 millones para el finalista (unos 280.000 y 70.000 euros, respectivamente). Como compensación adicional se entregan 14,5 millones de yenes al anterior ganador y 7 millones para el competidor (unos 130.000 y 60.000 euros).
Entre los siete títulos del shōgi profesional japonés, Ryūō y Meijin son los más prestigiosos.

## Ryūō honorífico
El Ryūō Honorífico ("Eisei Ryūō" = Ryūō Perpetuo) es el título que se otorga a un jugador que haya ganado el torneo cinco veces consecutivas o siete en total.
Akira Watanabe ganó el campeonato cinco veces consecutivas entre 2004 y 2008, y actualmente es el único poseedor del Ryūō Honorífico.